# Ebe De Paulis
Ebe De Paulis (Sant'Angelo dei Lombardi, 16 maggio 1915 – Milano, 10 ottobre 1971) è stata una cantante e attrice italiana.

## Biografia
Figlia del magistrato Giovanni De Paulis (1876-1942) di signorile famiglia di Colle Sannita e della sua seconda moglie Luisa Vassalli di Accadia da cui nacque anche Laura, Ebe De Paulis fu una nota cantante e autrice, talvolta citata erroneamente come Ebe De Paolis o Ebe De Paoli, nonché con il nome d'arte Ebe Franchi-De Paulis o con lo pseudonimo E. Winkel (o Winkell).
Nata a Sant'Angelo dei Lombardi (in provincia di Avellino) perché sede lavorativa del genitore, seguì successivamente la famiglia in altre località sempre per motivi legati alla professione del padre. Mostrò un precocissimo talento canoro e musicale già presente in famiglia (suo zio paterno era il musicista Luigi Meomartini) e che venne incoraggiato dalla sorellastra maggiore Beatrice (1901-1978) la quale le impartì i primi rudimenti di musica e canto,
In seguito si perfezionò dapprima a Trieste sotto la guida del Maestro Grandino e poi a Napoli, ove visse dal 1935 circa. Qui le sue doti vennero definitivamente messe in luce dalla cantante La Ruta, sua maestra che la incoraggiò a partecipare ad un Concorso Nazionale indetto dal Dopolavoro della Spezia e nel quale Ebe interpretò la nota canzone Signorinella di Libero Bovio ed ottenne - oltre la vittoria - anche un premio, allora cospicuo, di mille lire.

## La fama negli anni Trenta-Quaranta: La Diva della Radio
Rifiutate le pur numerose scritture che le vennero subito offerte, preferì tornare a Napoli dove continuò a formarsi fin quando venne selezionata dal Dopolavoro partenopeo ed inviata quale rappresentante italiana alle Olimpiadi di Berlino del 1936.
In Germania la giovane cantante ventunenne si esibì a Berlino, Monaco, Amburgo e Colonia, eseguendo celebri brani del repertorio napoletano come ‘O sole mio, Santa Lucia e Carmela.
Tornata in patria iniziò la sua carriera esibendosi in varie città in concerti per le scolaresche e su incarico del Ministero dell'Educazione Nazionale, mentre nel 1937 partecipò alla Rassegna delle Canzoni presso il Teatro Malibran di Venezia, organizzata dal maestro Stefano Ferruzzi, e poi alla trasmissione radiofonica Il Gatto Bianco. Nel 1938, prese parte al concorso di Piedigrotta Curci dove fu "vedette" insieme alla cantante Luciana Dolliver. 
Nella famosa manifestazione musicale partenopea, la De Paulis trovò il suo primo grande successo musicale in Che t'aggia di', canzone di Corrado Della Gatta ed Evemero Nardella, che ben presto diventò una evergreen.
Al biennio 1937-1938 risale anche la sua partecipazione, come soprano, ai concerti di canzoni e danze del Quartetto Mida, formazione musicale creata da Roberto Murolo nel 1937 e attiva fino al 1946 su modello dei Mills Brothers e che eseguiva un repertorio di tradizione americana imitando con la voce i suoni di clarinetto, tromba e trombone,
Nel 1939 prese parte alle esecuzioni radiofoniche dell'Orchestra d'archi di ritmi e danze diretta dal M. Sergio Vaccari nonché alla rivista Viva la radio di Metz e Marchesi con la Compagnia degli artisti dell'Eiar e con esibizioni di cantanti al microfono accompagnati dalle due orchestre, da ballo dell'ElAR, diretta dal maestro Cinico Angelini, e musicale della Cetra, diretta dal maestro Pippo Barzizza, mentre nel 1940 fu interprete di Due amici, farsa radiofonica musicale in due atti di Lorenzo Cardini con Maria Luisa Dell'Amore, Maria Pia Arcangeli, Jole Cacciagli e Bebé Tommei con orchestra diretta dal Maestro Storaci. 
Negli stessi anni si esibì al cospetto dei sovrani a Villa Savoia in coppia con Giorgio Schottler, prese parte al Giro Artistico d'Italia Eiar-Cetra, alla Mostra della Radio di Milano e alla Mostra della Moda di Torino, esordendo quindi pure in teatro con Armando Fineschi e Maria Donati  nella rivista Non c'è niente di male (1941) di Frattlni e Marchesi, con musiche di Bixio, Casiroli, Ravasini e Kramer.
Apparve intanto anche al cinema, nei film Le ragazze di Trieste ed Ecco la radio! del 1940 (accreditata come Ebe de Paoli), cronaca di una giornata tipo italiana scandita dai programmi radiofonici e dove Ebe De Paulis cantava rigovernando la cucina.
Popolarissima già agli inizi degli anni Quaranta grazie a un considerevole numero di incisioni su 78 giri, fu soprannominata La diva della Radio per la bella voce, mentre il suo ritratto venne pubblicato sulla copertina della rivista Il Canzoniere della Radio nel 1942 nonché su numerose cartoline pubblicitarie della Cetra che la annoverò tra i suoi artisti sotto contratto benché avesse già inciso brani per varie altre famose case musicali dell'epoca come Parlophon e Durium. 
Nello stesso anno fu altresì tra gli artisti della trasmissione radiofonica  Quando Napoli canta.
Durante il secondo conflitto mondiale restò costantemente presente nella programmazione radiofonica nazionale EIAR e, tra l'altro, prese parte al programma domenicale Radio Igea, che raccontava storie di soldati, mutilati e feriti di guerra ma aveva anche spazi umoristici grazie alla collaborazione di Michele Galdieri, Federico Fellini, Vittorio Metz e Marcello Marchesi, quest'ultimo autore di una «spassosa radioscena» trasmessa il 18 aprile 1943 e interpretata da Gino Cervi e Valentina Cortese, nonché dalla soprano Liana Grani e appunto da Ebe De Paulis. 
Sempre nel 1943, a Roma, interpretò romanze e canzoni alla Manifestazione organizzata dalle Stanze del Libro in favore dei valorosi feriti di guerra, mentre il primo luglio del 1944 prese parte alla trasmissione radiofonica Ora del Soldato nell'edizione speciale a benefìcio dell'Opera assistenza profughi e trasmessa dal Teatro del Popolo di Torino. 
Al tempo della Repubblica Sociale Italiana (1943-1945) fu tra gli interpreti scritturati da Radio Fante, emittente radiofonica che subentrò all'EIAR e, sotto il controllo tedesco, venne trasferita da Roma a Milano. Qui lavorò assieme a vari artisti tra cui Fausto Tommei, Walter Chiari, Silvana Fioresi, Alberto Amato , Maria Pia Arcangeli , Giulio Donadio. 
Nella stagione teatrale 1944-1945 fu protagonista dello spettacolo Napoli canta, con Giorgio De Rege mentre sempre nel 1945 si unì alla compagnia di Tecla Scarano e Enzo Turco e debuttò al Teatro Santa Lucia di Napoli nella rivista di Cristofaro Letico Lasciateci campare, con Agostino Salvietti, Giovanni Berardi, Alfredo Girard, Franco Ricci, Vittoria Crispo, Clara Crispo, Amedeo Pariante e la grande Orchestra diretta da Franco Langella.
Sempre nel 1945 la sua già vasta popolarità crebbe ulteriormente quale prima interprete femminile del brano Munasterio 'e Santa Chiara presentato alla Piedigrotta dello stesso anno da Vittorio De Sica e, nella versione della De Paulis, ai vertici della Hit Parade 1946. La canzone ispirò poi il film Monastero di Santa Chiara - Napoli ha fatto un sogno del 1949, diretto da Mario Sequi ed interpretato da Massimo Serato e Nino Manfredi, nel quale Ebe De Paulis cantò - oltre la canzone omonima - anche l'altrettanto celebre Lily Marlene doppiando la protagonista Edda Albertini.
Apprezzata per la bella voce da soprano, la De Paulis fu soprattutto una grande interprete della canzone classica e moderna napoletana benché - come scrisse Luciano Ramogli - non avesse affatto le caratteristiche tipiche della donna partenopea, distinguendosi anzi per la corporatura esile e la ricercata eleganza. Incise tuttavia anche brani di altro genere tra cui, nel 1947, Perdutamente, testo scritto dall'impresario, paroliere ed editore Giacomo Mario Gili assieme alla prima moglie Paola Marchetti scomparsa nel 1942 e ancora inedito. 
Ebe De Paulis, infatti, nel 1944 aveva sposato proprio Gili dando vita con lui, nell'immediato dopoguerra, anche a un sodalizio artistico.
Nel 1949 partecipò al Giro d'Italia seguendolo con Natalino Otto con cui tra l'altro si esibì ad un gran gala tenutosi a Palermo alla vigilia di una tappa, mentre nel 1951 fu protagonista delta trasmissione Eco di Napoli dell'emittente radiofonica Rete Azzurra e due anni dopo - nel 1953 sul Secondo Programma Nazionale - di Salotto napoletano con Diego Calcagno e l'orchestra diretta da Vittorio Giuliani. Nello stesso anno alla Rai di Torino registrò lo spettacolo radiofonico musicale Golfo incantato.
La sua carriera di cantante si concluse negli anni Cinquanta e al culmine del successo: il suo nome fu difatti tra i primi a figurare nei dischi della RCA - RADIO CORPORATION OF AMERICA, realizzati anche in Italia dal 1953 grazie agli aiuti del Piano Marshall. Oltre lei furono sotto contratto della nota casa discografica soltanto pochi altri interpreti - come Arturo Toscanini, Armando Trovajoli, Lia Origoni, Franca Marzi, Isa Barzizza e Domenico Modugno - poiché nei primi tempi vennero stampati per la maggior parte dischi di provenienza dalla RCA statunitense.

## L'attività come autrice
Successivamente la sua grande versatilità, a cavallo degli anni Cinquanta e Sessanta, le permise di cimentarsi pure come autrice rinnovando incisivamente il proprio stile: assieme a Gianni Meccia, infatti, firmò il brano Domenica ti porterò a ballare ma il suo nome  (come Ebe De Paolis) è legato anche a 24 mila baci composto con Adriano Celentano ed Ezio Leoni, su testo di Pietro Vivarelli e Lucio Fulci, e a Invano brano interpretato da Milva,
Dal sodalizio con Meccia, nonché con Nino Rastelli e con i direttori d'orchestra Francesco Ferrari e Armando Fragna nacquero pure numerosi altri brani nei quali si firmò invece Winkell: Mezza stagione, Pull over, Luglio, Agosto, Intermezzo, Novelletta moderna, Eva; Canzone bolero beguine nonché Sopra il cielo interpretato da I Campioni, Mondo proibito da Rossella Como e il Valzer della filandina, con testo di Nino Rastelli e cantato da Giorgio Consolini.
Nel 1966 scrisse con Sergio Endrigo, Sergio Bardotti e Lucio Fulci il brano Back home someday, che non venne mai tradotto in italiano e fu cantato da Sergio Endrigo nonché utilizzato per la colonna sonora del film  Le colt cantarono la morte e fu… tempo di massacro  diretto dallo stesso Fulci, Nel 2009 il brano è stato nuovamente interpretato da Morgan). 
Collaborò inoltre, sempre come autrice, ad altre musiche da film tra cui la colonna sonora originale di Lesbo - L'amore questo sconosciuto (1969)  composta con Alessandro Alessandroni e Francesco De Masi, A.A.A. Massaggiatrice Bella Presenza Offresi. (postumo), Le spie vengono dal semifreddo con il brano Bang Bang Kissenee e  Come svaligiammo la banca d'Italia, anche in tal caso talvolta con lo pseudonimo E. Winkel (o Winkell)

## La morte e gli omaggi
Ebe De Paulis non ebbe figli e visse tra Cabiaglio (Varese) -  in una villa ove trascorreva parte dell'anno - e Milano, ove morì il 10 ottobre 1971 per un male incurabile a soli cinquantasei anni.
Riposa a Cabiaglio assieme al marito Giacomo Mario Gili. 
Brani interpretati da Ebe De Paulis figurano in numerose raccolte postume tra cui  Le canzoni della nostra vita, La canzone napoletana della Fabbri editore, Addio mia bella Napoli : Carosello di canzoni napoletane e Le canzoni dei ricordi
Benché già citato dal poeta-storico Ettore De Mura nell'Enciclopedia della Canzone Napoletana (1969), il suo nome rimase nell'oblio per molti anni, finché sono state pubblicate approfondite biografie a cura dei congiunti Andrea Jelardi  (nel volume Sanniti nel ventennio delle edizioni Realtà Sannita) e Fabio Paolucci sul sito del comune di Colle Sannita), dello studioso Simone Calomino (sul sito Il Discobolo) e di Pietro Gargano (per l'Enciclopedia della canzone napoletana), che hanno provveduto a ricordare degnamente questa grande protagonista del Novecento napoletano.
Il 26 novembre 2017 è stata intitolata a Ebe De Paulis e allo zio Luigi Meomartini la Sala della Musica del Modern e Museo della Pubblicità presso il palazzo Jelardi a San Marco dei Cavoti.

## Opere
- Domenica ti porterò a ballare
- 24 mila baci
- Mezza stagione
- Invano
- Pull over,
- Luglio,
- Agosto,
- Intermezzo,
- Novelletta moderna,
- Eva; Canzone bolero beguine
- Sopra il cielo
- Valzer della filandina,
- Mondo proibito
- Back home someday per la colonna sonora del film  Le colt cantarono la morte e fu… tempo di massacro
- Bang Bang Kissenee per la colonna sonora del film   Le spie vengono dal semifreddo
- Colonna sonora del film Lesbo - L'amore questo sconosciuto
- Colonna sonora del film A.A.A. Massaggiatrice Bella Presenza Offresi. (postumo),
- Colonna sonora del film Come svaligiammo la banca d'Italia

## Principali brani interpretati
- munasterio 'e santa chiara
- l'addio
- ti parlero' d'amor
- con te sognar
- 'na sera 'e maggio
- vierno
- giesummine 'e spagna
- canzone 'e ll'acqua chiara
- quante marie
- statte nu poco cu mme
- voce 'e notte
- nun me sceta'
- comme facette mammeta
- palomma 'e notte
- lariula'
- core furastiero
- qui fu napoli...
- comme 'o mare
- catena
- 'a luna nun ce sta
- canta, ride, chiagne
- me piace napule
- nun è cchiu' comme a 'na vota
- carmela
- catari'
- mamma mia che vo' sape'?!
- canzone appassiunata
- maggio si' tu!
- io, na chitarra e 'a luna
- silenzio cantatore
- che t'aggia di'!
- 'e pariente
- pigliateve 'a carruzzella
- scirocco
- mare scuro a marechiare
- si vulesse mamma'
- nun si' nata pe' fa' ammore
- tarantella 'e sole ardente
- 'a tratturia d' 'e nnammurate
- se parla male 'e napule
- vierno
- ammore busciardo
- dimme si'
- senza napule
- tarantella d' 'e ttarantelle
- dduie ritratte
- serenatella a mamma
- dimme addo' staie...
- dduie paravise
- niente pe' me